# وو لي
وو لي (بالصينية: 武磊)؛ مواليد 19 نوفمبر 1991 في نانجينغ، جيانغسو، الصين، هو لاعب كرة قدم صيني يلعب لنادي شنغهاي دونغ ولعب لمنتخب الصين لكرة القدم فئة الشباب والمنتخب الأول كلاعب وسط. كما أنه يحمل حاليا الرقم القياسي لكونه أصغر شخص يلعب في مباراة احترافية لكرة القدم في الصين حيث كان عمره 14 عاما و 287 يوما فقط .

## روابط خارجية
- وو لي على موقع إي إس بي إن إف سي (الإنجليزية)
- وو لي على موقع قاعدة بيانات كرة القدم.إي يو (الإنجليزية)
- وو لي على موقع ليكيب (الفرنسية)
- وو لي على موقع ناشيونال فوتبول تيمز (الإنجليزية)
- وو لي على موقع Soccerbase.com (لاعب) (الإنجليزية)
- وو لي على موقع Soccerway.com (الإنجليزية)
- وو لي على موقع عالم كرة القدم.نت (الإنجليزية)
- وو لي على موقع كووورة
- وو لي على موقع اللجنة الأولمبية الصينية (الإنجليزية)
- وو لي على موقع AS.com (الإسبانية)